# Provincia de Quillacollo
Quillacollo es una provincia del departamento de Cochabamba, en Bolivia. Tiene una superficie de 720 km² y cuenta con una población de 335.393 habitantes. Fue creada el 14 de septiembre de 1905, durante la presidencia de Ismael Montes.

## Demografía
De acuerdo con el censo boliviano de 2024, la población de la provincia de Quillacollo es de 405 039 habitantes.
La población de la provincia ha aumentado más de dos veces y media en las últimas tres décadas:
| Año  | Habitantes | Fuente |
| ---- | ---------- | ------ |
| 1992 | 145 197    | Censo  |
| 2001 | 246 803    | Censo  |
| 2012 | 335 999    | Censo  |
| 2024 | 405 039    | Censo  |

## Municipios
La provincia de Quillacollo está compuesta de 5 municipios, los cuales son:
- Quillacollo
- Sipe Sipe
- Tiquipaya
- Vinto
- Colcapirhua

## Límites
- Al norte con las provincias de Ayopaya y Chapare
- Al oeste con las provincia de Tapacarí.
- Al sur con las provincias de Arque y Capinota.
- Al este con las provincia de Cercado.